# Liancourt
Liancourt és un municipi francès, situat al departament de l'Oise i a la regió dels Alts de França. L'any 2007 tenia 7.194 habitants.

## Demografia

### Població
El 2007 la població de fet de Liancourt era de 7.194 persones. Hi havia 2.476 famílies de les quals 780 eren unipersonals (320 homes vivint sols i 460 dones vivint soles), 644 parelles sense fills, 808 parelles amb fills i 244 famílies monoparentals amb fills.
La població ha evolucionat segons el següent gràfic:
Habitants censats

### Habitatges
El 2007 hi havia 2.672 habitatges, 2.544 eren l'habitatge principal de la família, 16 eren segones residències i 112 estaven desocupats. 1.402 eren cases i 1.254 eren apartaments. Dels 2.544 habitatges principals, 1.262 estaven ocupats pels seus propietaris, 1.212 estaven llogats i ocupats pels llogaters i 70 estaven cedits a títol gratuït; 126 tenien una cambra, 336 en tenien dues, 633 en tenien tres, 718 en tenien quatre i 731 en tenien cinc o més. 1.403 habitatges disposaven pel capbaix d'una plaça de pàrquing. A 1.292 habitatges hi havia un automòbil i a 813 n'hi havia dos o més.

### Piràmide de població
La piràmide de població per edats i sexe el 2009 era:
| Homes | Edats   | Dones |
| ----- | ------- | ----- |
| 0     | 95 o +  | 8     |
| 4     | 90 a 94 | 32    |
| 24    | 85 a 89 | 72    |
| 8     | 80 a 84 | 56    |
| 108   | 75 a 79 | 88    |
| 64    | 70 a 74 | 140   |
| 112   | 65 a 69 | 132   |
| 148   | 60 a 64 | 128   |
| 164   | 55 a 59 | 156   |
| 292   | 50 a 54 | 188   |
| 276   | 45 a 49 | 228   |
| 288   | 40 a 44 | 176   |
| 300   | 35 a 39 | 232   |
| 308   | 30 a 34 | 252   |
| 308   | 25 a 29 | 276   |
| 140   | 20 a 24 | 144   |
| 164   | 15 a 19 | 192   |
| 264   | 10 a 14 | 192   |
| 260   | 5 a 9   | 248   |
| 144   | 0 a 4   | 152   |

## Economia
El 2007 la població en edat de treballar era de 4.980 persones, 3.130 eren actives i 1.850 eren inactives. De les 3.130 persones actives 2.761 estaven ocupades (1.458 homes i 1.303 dones) i 369 estaven aturades (183 homes i 186 dones). De les 1.850 persones inactives 351 estaven jubilades, 343 estaven estudiant i 1.156 estaven classificades com a «altres inactius».

### Ingressos
El 2009 a Liancourt hi havia 2.637 unitats fiscals que integraven 6.279,5 persones, la mediana anual d'ingressos fiscals per persona era de 16.885 €.

### Activitats econòmiques
Dels 194 establiments que hi havia el 2007, 6 eren d'empreses alimentàries, 7 d'empreses de fabricació d'altres productes industrials, 20 d'empreses de construcció, 42 d'empreses de comerç i reparació d'automòbils, 8 d'empreses de transport, 15 d'empreses d'hostatgeria i restauració, 2 d'empreses d'informació i comunicació, 11 d'empreses financeres, 8 d'empreses immobiliàries, 24 d'empreses de serveis, 35 d'entitats de l'administració pública i 16 d'empreses classificades com a «altres activitats de serveis».
Dels 65 establiments de servei als particulars que hi havia el 2009, 1 era una oficina d'administració d'Hisenda pública, 1 gendarmeria, 1 oficina de correu, 7 oficines bancàries, 2 funeràries, 5 tallers de reparació d'automòbils i de material agrícola, 1 taller d'inspecció tècnica de vehicles, 2 autoescoles, 2 paletes, 1 guixaire pintor, 2 fusteries, 5 lampisteries, 4 electricistes, 3 empreses de construcció, 8 perruqueries, 1 veterinari, 10 restaurants, 5 agències immobiliàries, 2 tintoreries i 2 salons de bellesa.
Dels 18 establiments comercials que hi havia el 2009, 1 era un hipermercat, 3 botiges de menys de 120 m², 4 fleques, 3 carnisseries, 1 una peixateria, 3 botigues de roba, 1 una sabateria, 1 un drogueria i 1 una joieria.
L'any 2000 a Liancourt hi havia 3 explotacions agrícoles.

## Equipaments sanitaris i escolars
El 2009 hi havia 1 psiquiàtric, 2 farmàcies i 3 ambulàncies.
El 2009 hi havia 3 escoles maternals i 2 escoles elementals. Liancourt disposava d'un col·legi d'educació secundària amb 691 alumnes.

## Poblacions més properes
El següent diagrama mostra les poblacions més properes.